# クリスティアーノ・ロンバルディ
クリスティアーノ・ロンバルディ（Cristiano Lombardi, 1995年8月19日 - ）は、イタリア・ヴィテルボ出身のサッカー選手。レッジーナ1914所属。ポジションはFW。

## 経歴
ラツィオ州のヴィテルボで生まれ、SSラツィオのユースで育成された。セリエBのトラーパニ・カルチョへレンタル移籍中の2014年9月13日に行われたASチッタデッラ戦でセリエBデビュー。2015年8月31日にはUSアンコーナ1905へレンタルで移籍した。
2016-17シーズンにラツィオへ復帰すると2016年8月21日のセリエA開幕戦・アタランタBC戦でスタメン出場しセリエA初出場を果たすと同時に初得点を挙げた。
2017-18シーズンはセリエAに初昇格したベネヴェント・カルチョへローンとなった。
2019年7月17日、USサレルニターナに2019-20シーズン終了までレンタル移籍した。10月19日、第8節ヴェネツィア戦にてデビューし、11月30日のアスコリ戦で初ゴールを記録した。

## 代表歴
世代別イタリア代表に選出されていた。

## タイトル
ラツィオ
- カンピオナート・プリマヴェーラ : 2012-13
- コッパ・イタリア・プリマヴェーラ（英語版）: 2013-14
- スーペルコッパ・プリマヴェーラ : 2014